# Varga Miklós (énekes)

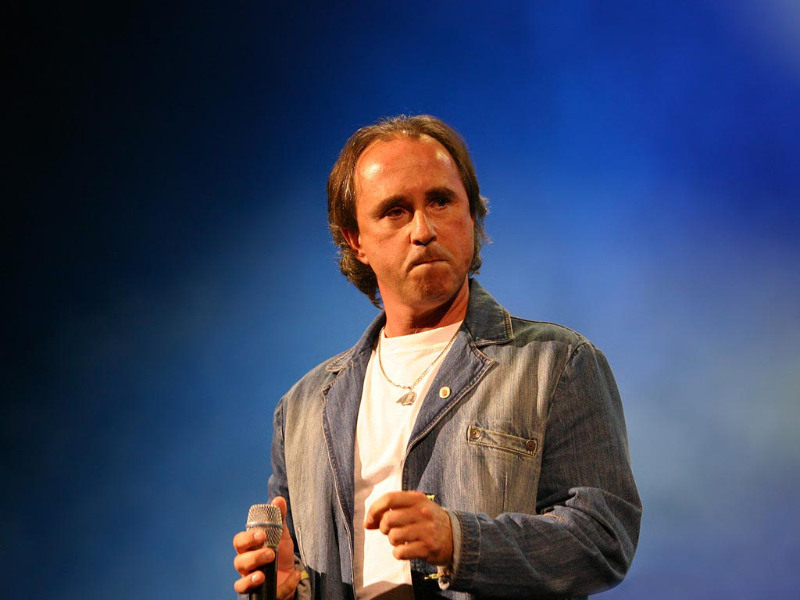
Az Egy csepp emberség Székelyföldért koncerten (2005. október 28.)

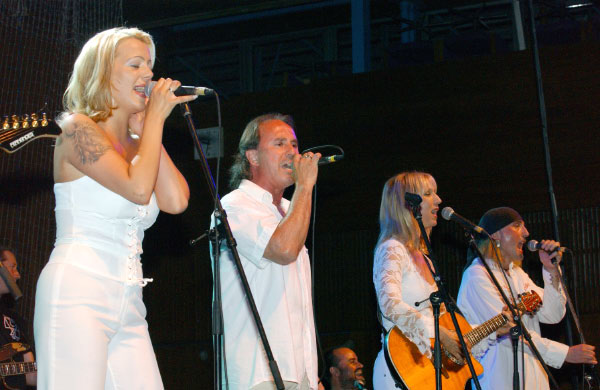
2012. június 12-én, a Testnevelési Főiskolán adott koncerten Tóth Renátával, Géczi Erikával és Mr. Basaryval

Varga Miklós (Budapest, 1956. december 4. –) Máté Péter-díjas magyar énekes, színművész, rockzenész, érdemes művész.
Egyaránt megfordult rockzenei és színházi deszkákon is. Nagy hangterjedelme a nagy F-től a háromvonalas C-ig terjed, kb. D"-től kezdve falzettben.

## Pályafutása
1975-ben kezdett zenélni az esztergomi Grog együttesben, majd a váci Corpusban énekelt. 1980-ban akkori zenekarával a Pesti Műsor tehetségkutatóján ugyan nem volt sikeres, de a zsűrielnök felfigyelt rá. 1980 tavaszától a Zenithben (Soldos László (Tűzkerék), Nagy István (Mini), Aszalós Zoltán) énekelt. 1980-ban az akkor alakult P. Box énekese lett. Következő zenekara a P.S. Band (Papp Gyula, Béla Svärdmark, Joseph Barabas, Soldos László, Postásy Júlia) volt, amely 1982. szeptember 25-én mutatkozott be a KEK-en. Az 1983 márciusában létrejött Sirokkó (Scholler Zsolt (Korál), Lugosi László (Hobo Blues Band), Soldos László) lett a következő együttese. Emellett a Safari zenekarban (Papp Gyula, Béla Svärdmark) is énekelt, amely Svédországban adott ki nagylemezt (That was then, this is now).
1983 augusztusában az István, a király rockopera ősbemutatóján a címszerepét énekelte. A darab országos ismertséget hozott a számára. 1984-ben Veled uram, de nélküled címmel önálló műsorral lépett fel, az István, a király színészeinek vendégszereplésével. Az 1984 májusában tartott Békedalfesztiválon az Európa című dala megosztott első díjat kapott. Szeptember végén jelent meg az Európa kislemezen. Ebben az évben kezdett zenekarával Varga Miklós Band néven szerepelni. Az év végi Popmeccs szavazáson a szakma és a közönség is az év énekesének választotta.
1985. március 15-én a Magyar Nemzeti Múzeumnál tartott ünnepi műsorban énekelte a Nemzeti dalt. Ekkor jelent meg a Március című kislemez is, amin saját, valamint Deák Bill Gyula és a Kormorán együttes előadásában jelentek meg dalok. Április elején a Hősök terén lépett fel Koltay Gábor Itt élned, halnod kell című zenés történelmi játékában. Májusban jelent meg a Super Hits – Living on video című lemez, amin az Alphaville Big in Japan című dalát énekelte. Ezt néhány héttel később követte a Safari együttes angol nyelvű, Magyarországon megjelent lemeze. Júliusban került a boltokba VM Band Európa című lemeze. Ekkorra az Európa kislemezből 120 000 darabot adtak el. A hónap végén Moszkvában lépett fel a VIT-en. Augusztusban a Szegedi Szabadtéri Játékokon a János, a vitéz pop-daljáték ősbemutatóján alakította a címszerepet. November elején a prágai Intertalent popfesztiválon az Európával második lett és elnyerte a nemzetközi sajtó díját.
1986 nyarán a bulgáriai Arany Orfeusz könnyűzenei fesztiválon első díjat és az újságírók különdíját kapta, majd augusztusban a sopoti dalfesztiválon lett harmadik. Októberben jelent meg a VM Band Játék, szenvedély című lemeze. 1987 nyarán mutatták be a Moziklip című filmet, melyben Cseh Tamás és Bereményi Géza Munkásszállás című dalával szerepelt. Karácsonykor volt a premierje a Jézus Krisztus szupersztár musicalnak a Szegedi Nemzeti Színházban. A darabban Jézus szerepét játszotta el.
1988 augusztusában a Margitszigeti Szabadtéri Színpadon A költő visszatér rockoperában Petőfit alakította. A szeptemberben megjelent Hazám, édes felem… című lemezen hat megzenésített magyar költeményt énekelt el. A VM Band és a Magyar Hanglemezgyártó Vállalat három lemezre szóló szerződését közös megegyezéssel felbontották két kiadott lemez után. 1989-ben Mike Cobbler Band néven nyugat-Európában Mándoki László segítségével Mother Europe címmel adták ki az átdolgozott Európa című számot angolul. Szeptemberben a Sitkei kulturális napokon az eredeti főszereplőkkel ismét bemutatták az István, a királyt.
1990-ben megszűnt a VM Band. Júliusban a Margit-szigeten Dózsa Györgyként szerepelt a Temesvár, 1514 című rock-oratóriumban. A nyár folyamán Szegeden, majd szeptemberben a Népstadionban lépett fel az István, a királyban. Szeptemberben jelent meg az Otthonról hazafelé című lemeze. 1991 elején megkapta az EMeRTon-díjat az év énekese kategóriában. Márciusban a Jónás könyve című rockoratórium ősbemutatóján szerepelt Szombathelyen. Júliusban Illés Lajos Velünk az Isten című oratorikus istentiszteletén énekelt a Margit-szigeten. Októberben mutatták be a mozikban a Julianus című történelmi drámát, melyben Desiderius barátot játszotta el. 1992 októberében jelent meg A rockoperaház fantomja című lemeze, amin musicalekből és rockoperákból énekelt. 1993 augusztusában a Margit-szigeten az Atilla Isten kardja rockoperában Nemere hun törzsfő szerepében lépett a színpadra. Decemberben Vikidál Gyulával adott koncertet Kolozsváron. A közös fellépések 1994-ben is folytatódtak, a kisérőzenekar pedig Boxer néven szerepelt a továbbiakban. Az év végén jelent meg a Csak egy dallam című lemeze, amin világslágereket énekelt magyarul.
1995 tavaszán Hajnal címmel készített a Kormoránnal egy négy számot tartalmazó lemezt. Április végén Vikidál Gyulával és Deák Bill Gyulával vendégként fellépett a P. Mobil koncertjén. Májusban a Soproni Petőfi Színházban szerepelt Az első sírásó, az Ember tragédiája alapján készült rockopera bemutatóján. Júniusban jelent meg a Van remény?! című lemeze. A dalok többségét Póka Egon szerezte. Karácsonykor vetítette a Magyar Televízió az Elektra mindörökké rockopera filmet, amiben Oresztészt alakította. 1996 augusztusában a Margit-szigeten a JFK című rockoperában Oswald szerepében lépett fel. Szeptemberben jelent meg a Himnusztöredékek című lemeze. Az év folyamán többször is előadták Illés Lajos Cantus Hungaricusát, melyben Varga Miklós is szerepelt. Közreműködött a decemberben kiadott lemezen, ami a Honfoglalás című film zenéjét tartalmazta. 
1997 júliusában a Margit-szigeten az Egri csillagok musical ősbemutatóján Jumurdzsák szerepében lépett színpadra. Augusztusban Szegeden újabb ősbemutatón szerepelt. Szörényi és Bródy A kiátkozott című művében szent István szellemét alakította. Közreműködött a Kormorán 1998 márciusában megjelent 1848 című lemezén, amin Petőfi Sándor megzenésített versei hallhatóak. Ugyanekkor mutatták be Petőfi Az apostol című költeményéből készült rockoperát a Magyar Irodalom Házának dísztermében. Július 24-én volt a Margitszigeti Szabadtéri Színpadon az Zúgjatok, harangok! – 1848 című rockfantáziának, melyben Petőfit személyesítette meg. A budapesti 1998-as atlétikai Európa-bajnokság hivatalos dala lett a Marton Évával duettben előadott Európa. Decemberben került a boltokba a Békés Karácsonyt! című maxi CD-je. 1999 februárjában jelent meg új lemeze Hazatérés címmel. Március 13-án volt Az apostol színházi bemutatója Sopronban. A darabban Szilvesztert játszotta. A nyár folyamán Szegeden az Atillában Aéciusz római hadvezér szerepében lépett fel. Októberben – nyolc évvel a bemutató után – megjelent a Jónás könyve lemezen.
Közreműködött a 2000 márciusában megjelent Kell még egy szó című lemezen, ami Koltay Gábor filmjeinek és színpadi munkáinak zenéiből összeállított válogatás. Élet vagy halál, avagy egy dal a Tiszáért címmel jelent meg júniusban egy kislemez, amin zenésztársaival közösen szerepelt. Július 5-én a Thália Színházban volt a bemutatója Illés Lajos Betlehem csillaga című rockoperájának, amiben Szent Józsefet játszotta. Július 8-án a Margit-szigeten fellépett a Jézus Krisztus szupersztárban. Az előadás érdekessége volt, hogy ezen a napon az 1986-os szereplőgárdával adták elő. Augusztus 8-án volt a Margit-szigeten Koltay Gábor Megfeszített című rockoperájának ősbemutatója, amiben ismét Jézust alakította. Novemberben jelent meg az Aki magyar… 1956 rockopera 7 dalból álló 25 perces bemutató lemeze, amin a címadó dalt énekelte el. Az év folyamán szerepelt a Kormorán Szerelmes énekek, valamint a színész labdarúgó-válogatott Ahol mi labdába rúgunk… című lemezén.
2001. február 1-én fellépett a Radics Béla emlékkoncerten a Petőfi Csarnokban. Márciusban és júliusban a Gödöllői Fiatal Művészek Egyesületének előadásában megtartott Hamlet rockoperában Fortinbras szerepét énekelte. Áprilisban került a mozikba a Sacra Corona, melynek főcímdalát Demjén Ferenccel és Charlie-val adta elő. Májusban szerepelt a Magyar Passió című történelmi eseményjátékban. Június végén Gödöllőn a Reménység temploma című dramatikus oratóriumban lépett színpadra. Júliusban jelent meg Egy hang Európa szívéből címmel Győri Magda könyve Varga Miklósról. Októberben megjelent a Aki magyar… 1956 rockopera teljes anyaga CD-n. 2002 októberében jelent meg közreműködésével a Mennyből az  angyal… című, megzenésített verseket tartalmazó 1956-ra emlékező lemez. 2003-ban az Európa című dalát az európai uniós csatlakozásról szóló népszavazás kampányának hivatalos dalaként használták volna Szlovákiában. Erre a szerzőktől előzetesen nem kértek engedélyt, ezért megtiltották azt az ügy tisztázásig. Ezután a szlovák kormány elállt a mű felhasználásától. Júliusban az ősbemutató két főszereplőjével (Varga Miklós és Vikidál Gyula) mutatták be Csíksomlyón az István, a királyt. Közreműködött Hajnal Kata Megkísért a múlt című lemezén. Az év végén jelent meg Magyar ballada című lemeze.
Magánélete
Az Egri József Úti Általános Iskola után a Szabó József Geológia Szakközépiskolában folytatta tanulmányait, ahol középfokú geológusként végzett. 1980-ban a Kereskedelmi és Vendéglátóipari Főiskolán végzett, mint kereskedelmi üzemgazdász. Nős, felesége Fejes Erika (a tv-tornában szerepelt az ikertestvérével), két ikergyermek apja, négy fiútestvére van.

## Szakmai pálya
- 1975–78. Grog együttes
- 1980. Zenit együttes
- 1980–82. Pandora's Box
- 1982–83. P.S. Band együttes (svéd-magyar)
- 1983. Sirokkó együttes
- 1983–85. Safari együttes (svéd-magyar-holland)
- 1984–90. V. M. Band
- 1994-től Boxer
- 1990-től szólóénekes
- 2003 Speak – Stop the war (ének, közreműködő)

## Diszkográfia

### Szólólemezek
- 1984: Európa/Átkozott szó (kislemez)
- 1990: Otthonról hazafelé
- 1991: A Rockoperaház fantomja
- 1994: Csak egy dallam
- 1995: A hajnal (kislemez, a Kormoránnal közösen)
- 1995: Van remény!?
- 1996: Himnusztöredékek
- 1999: Hazatérés
- 2004: Csemetekert
- 2006: Vad volt és szabad
- 2011: Újra itthon
- 2020: Ébredés (száz év magány után)
- 2023: Újra töltve
- 2024: Itthon van Amerika
- 2025: Ég és Föld között

## Színházi szerepei
| Darab                      | Szerep                                      | Színház                          | Bemutató             | Forrás  |
| -------------------------- | ------------------------------------------- | -------------------------------- | -------------------- | ------- |
| A hetedik te magad légy    |                                             | Ferencvárosi Ünnepi Játékok      | 2005. június 16.     | [ 68 ]  |
| A kiátkozott               | Szent István király szelleme                | Szegedi Szabadtéri Játékok       | 1997. augusztus 21.  | [ 69 ]  |
| A költő visszatér          | Petőfi Sándor, magyar költő, forradalmár    | Margitszigeti Szabadtéri Színpad | 1988. augusztus 5.   | [ 70 ]  |
| A költő visszatér          | Petőfi Sándor                               | Magyarock Dalszínház             | 2003. március 13.    | [ 71 ]  |
| A napba öltözött leány     | István pap                                  |                                  | 2006.                |         |
| A megfeszített             | Mester                                      | Margitszigeti Szabadtéri Színpad | 2000. augusztus 4.   | [ 72 ]  |
| A megfeszített             | Mester                                      | Margitszigeti Szabadtéri Színpad | 2003. augusztus 19.  | [ 73 ]  |
| Anna Karenina              | Levin                                       | Veszprémi Petőfi Színház         | 2010. szeptember 24. | [ 74 ]  |
| Atilla – Isten kardja      | Nemere, hun törzsfő                         | Margitszigeti Szabadtéri Színpad | 1993. augusztus 19.  | [ 75 ]  |
| Atilla – Isten kardja      | Aéciusz, római hadvezér                     | Szegedi Szabadtéri Játékok       | 1999. július 9.      | [ 76 ]  |
| Az apostol                 | Szilveszter                                 | Soproni Petőfi Színház           | 1999. március 13.    | [ 77 ]  |
| Az első sírásó             | Föld szelleme; Bábjátékos; Péter; Rabszolga | Soproni Petőfi Színház           | 1995. május 6.       | [ 78 ]  |
| Betlehem csillaga          |                                             | Thália Színház                   | 2000. július 5.      | [ 79 ]  |
| Egérfogó                   | Metcalf őrnagy                              | IBS Színpad                      | 2004. november 7.    | [ 80 ]  |
| Egri csillagok             | Jumurdzsák                                  | Margitszigeti Szabadtéri Színpad | 1997. július 18.     | [ 81 ]  |
| Egri csillagok             | Jumurdzsák                                  | Nemzeti Táncszínház              | 2005. április 24.    | [ 82 ]  |
| Egy bohém rapszódiája      |                                             | Margitszigeti Szabadtéri Színpad | 2009. augusztus 14.  | [ 83 ]  |
| Equus                      | Frank Strang                                | IBS Színpad                      | 2005. március 5.     | [ 84 ]  |
| Fehérlaposok               | Gál István, a falu lelkésze                 | Magyarock Dalszínház             | 2011. június 4.      | [ 85 ]  |
| Hamlet                     | Fortinbras                                  | Vajdahunyadvár                   | 1999. augusztus 1.   | [ 86 ]  |
| Hamlet                     | Fortinbras                                  | Budai Parkszínpad                | 2001. július 27.     | [ 87 ]  |
| István, a király           | István, a király (énekhang)                 | Városliget-Királydomb            | 1983. augusztus 18.  | [ 88 ]  |
| István, a király           | István, a király                            | Szegedi Szabadtéri Játékok       | 1990. augusztus 16.  | [ 89 ]  |
| István, a király           | István, a király                            | Népstadion                       | 1990. szeptember 15. | [ 90 ]  |
| István, a király           | István, a király                            | Margitszigeti Szabadtéri Színpad | 1995. június 24.     | [ 91 ]  |
| István, a király           | István, a király                            | Csíksomlyó                       | 2003. július 5.      | [ 92 ]  |
| István, a király           | Regős                                       | Szegedi Szabadtéri Játékok       | 2013. augusztus 17.  | [ 93 ]  |
| Itt élned, halnod kell     | Petőfi                                      |                                  | 1985.                |         |
| János, a vitéz             | Kukorica János                              | Szegedi Szabadtéri Játékok       | 1985. augusztus 9.   | [ 94 ]  |
| Jézus Krisztus szupersztár | Jézus                                       | Szegedi Nemzeti Színház          | 1987. december 22.   | [ 95 ]  |
| Jézus Krisztus szupersztár | Jézus Krisztus (8-án)                       | Margitszigeti Szabadtéri Színpad | 2000. július 7.      | [ 96 ]  |
| John Fitzgerald Kennedy    | Oswald                                      | Margitszigeti Szabadtéri Színpad | 1996. augusztus 10.  | [ 97 ]  |
| Jónás könyve               | Jónás                                       |                                  | 1990.                |         |
| Jónás könyve               | Jónás                                       | Nemzeti Táncszínház              | 2005. november 21.   | [ 98 ]  |
| Minden lében három kanál   |                                             | IBS Színpad                      | 2007. október 7.     | [ 99 ]  |
| Selyma                     |                                             | AKKU                             | 2009. március 8.     | [ 100 ] |
| Temesvár 1514.             | Székely Dózsa György                        | Margitszigeti Szabadtéri Színpad | 1990. július 7.      | [ 101 ] |
| Zúgjatok harangok! – 1848  | Petőfi Sándor                               | Margitszigeti Szabadtéri Színpad | 1998. július 24.     | [ 102 ] |

## Díjai
- Popmeccs – Az év énekese (1984)
- Prágai Intertalent Fesztivál 2. helyezés + a sajtó különdíja (1985)
- Bulgáriai Arany Orfeusz Fesztivál 1. helyezés (1986)
- Sopoti Fesztivál 3. helyezés (1986)
- Máltai Fesztivál a közönség különdíja (1988)
- EMeRTon-díj (1990)
- Artisjus-díj (2001)
- Budapestért díj (2010)
- A Magyar Köztársasági Érdemrend lovagkeresztje – állami kitüntetés (2011)
- Magyar Művészetért díj (2011)
- Regionális Príma Különdíj (2012)
- Világ Magyarságáért díj (2014)[103]
- A Magyar Kultúra Lovagja (2019)
- Máté Péter-díj – állami kitüntetés (2022)[104]
- Érdemes művész – állami kitüntetés (2025)

## Filmszerepek
- István, a király c. rockopera-film (István király énekhangja)
- Atilla, Isten kardja c. rockopera-film (Nemere)
- Julianus c. történelmi játékfilm főszerep (Desiderius barát)
- Elektra mindörökké c. rockopera film főszerep (Oresztész)
- Honfoglalás c. történelmi játékfilm (Árpád vezér egyik alvezére)
- István király c. operafilm (főúr)
- A téli csillag meséje (1984)
- Moziklip (1987)

## Filmzenék
- 1983. István, a király
- 1984. Betlehemi csillag
- 1990. Julianus
- 1997. Honfoglalás
- 2000. Sacra Corona

## Könyv
- Varga Miklós: Király voltam Európában; szerk. Méry Péter; Roxyland Kft., Vecsés, 2013

## Portré
- Hogy volt?! – Varga Miklós (2018)
- Kontúr – Varga Miklós (2022)